# عدالت (فیلم ۱۹۷۶)
عدالت (انگلیسی: Adalat) یک فیلم به کارگردانی نارندرا بدی در سبک اکشن است که در سال ۱۹۷۶ منتشر شد. از بازیگران آن می‌توان به آمیتاب باچان، وحیده رحمان، و نیتو سینگ اشاره کرد.